# Émetteur de Dudelange

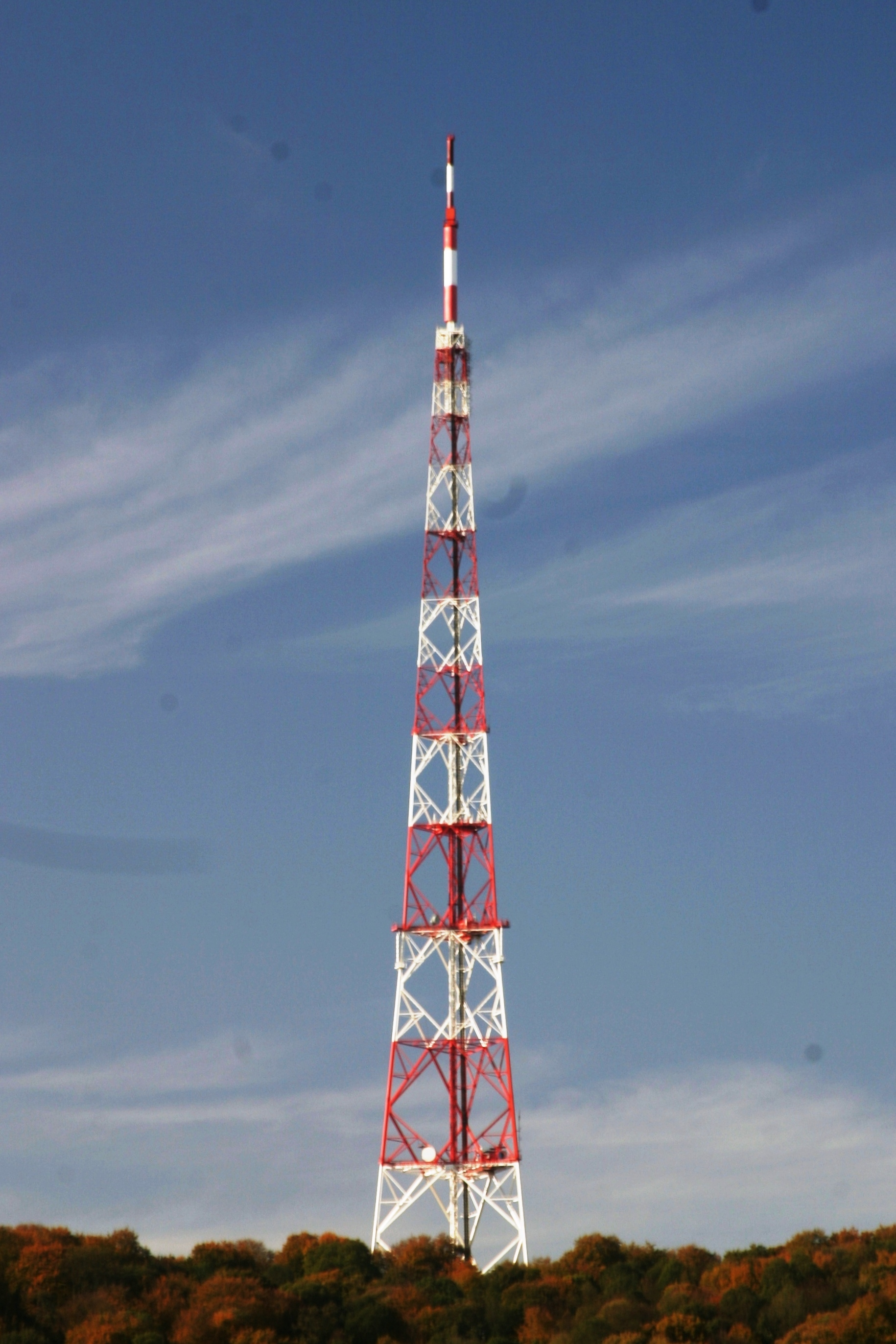
L’émetteur

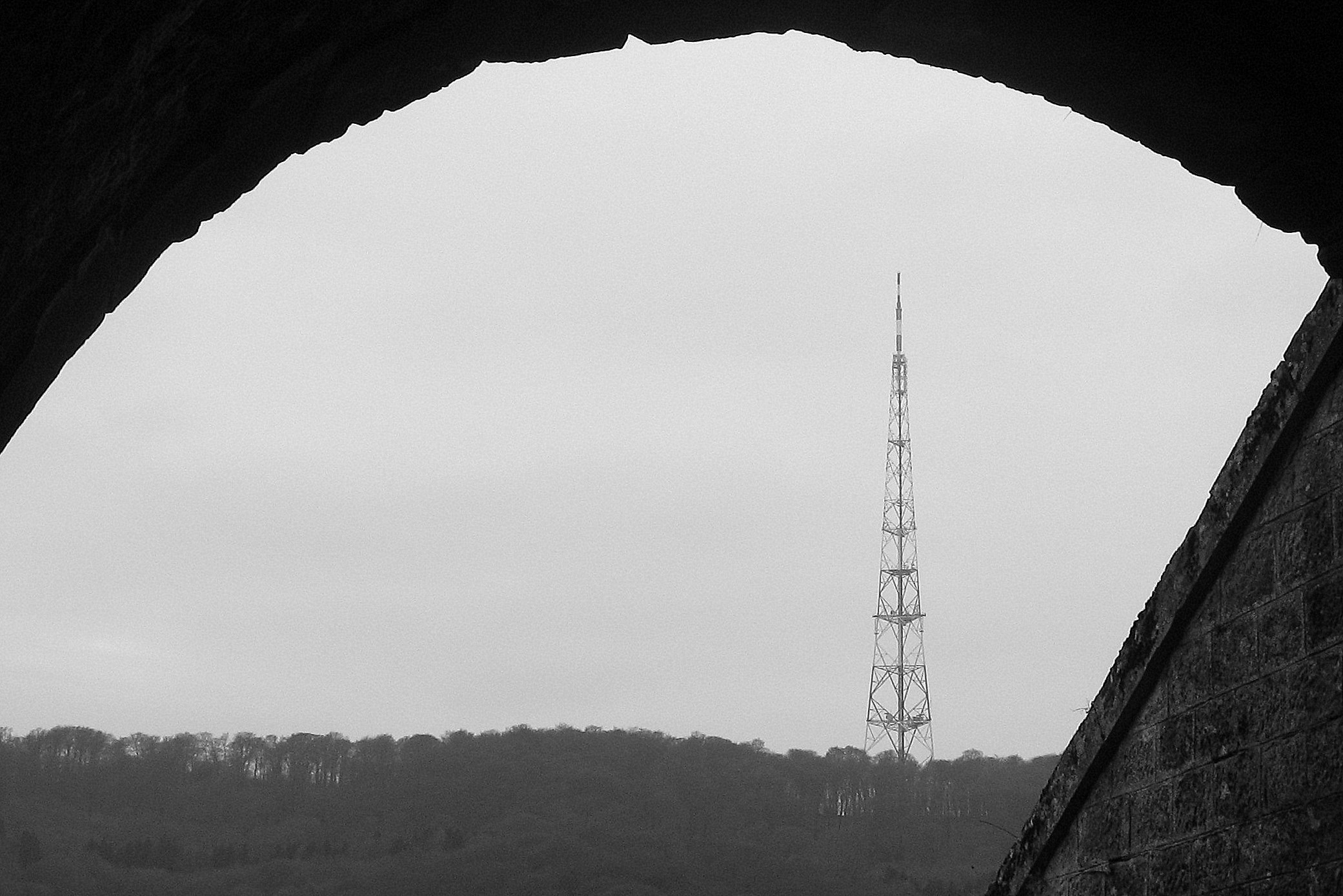
L’émetteur est situé à proximité directe de la frontière franco-luxembourgeoise

L'émetteur de Dudelange est un pylône autoporté de 285 mètres de haut situé sur le mont Ginzebierg (417,1 mètres au-dessus du niveau de la mer) à Dudelange au Luxembourg et sur lequel sont fixés des antennes d'émission de radio et de télévision. La hauteur totale, antennes comprises, est de 299 mètres.

## Histoire de l’émetteur

### Les années 1950
En 1954, par manque de temps, les techniciens ont converti une tour émettrice radio de Junglinster pour l'installer au Ginzebierg. Cette installation de transmission provisoire fut installée pour permettre la diffusion de Télé Luxembourg sur le canal VHF E-07 (fréquence image : 189,25 MHz / puissance 3 kW, fréquence son : 195,75 MHz / puissance 0,75 kW) dans la norme des émetteurs belges francophones de l'époque (norme F: balayage 819 lignes noir et blanc, modulation image positive, son AM, largeur de canal de 7 MHz identique à celle de l’Europe occidentale).
Après la construction du pylône de 285 m de haut en 1956-1957, la puissance d'émission pouvait être augmentée pour atteindre 100/25 kW (image/son).

### Les années 1970
À partir de 1964 (lancement de la 2e chaîne française), les téléviseurs français devenaient peu à peu compatibles avec la norme européenne 625 lignes. En 1972, l’émetteur subit donc une modification de norme (625 lignes norme C avec image à modulation positive et son AM, canal inchangé), afin d’arroser un plus large bassin en Belgique qui avait adopté ce système. Une nouvelle fréquence 625 lignes fut ouverte sur le canal UHF 21  avec les normes françaises (norme L avec image à modulation positive et son AM, puissance d'émission 1000/100 kW image/son) dirigée principalement vers le nord-est de la France. La diffusion des programmes de Télé Luxembourg en couleurs débute à l'automne 1972, en PAL sur le canal E-07 et en SECAM sur le canal UHF 21.
En 1978, une autre fréquence est ouverte sur le canal UHF 27 (système PAL G avec image à modulation négative et son FM ; puissance d'émission 1000/100 kW image/son), dirigée vers la Belgique.

### Les années 1980 et l'accident de Dudelange

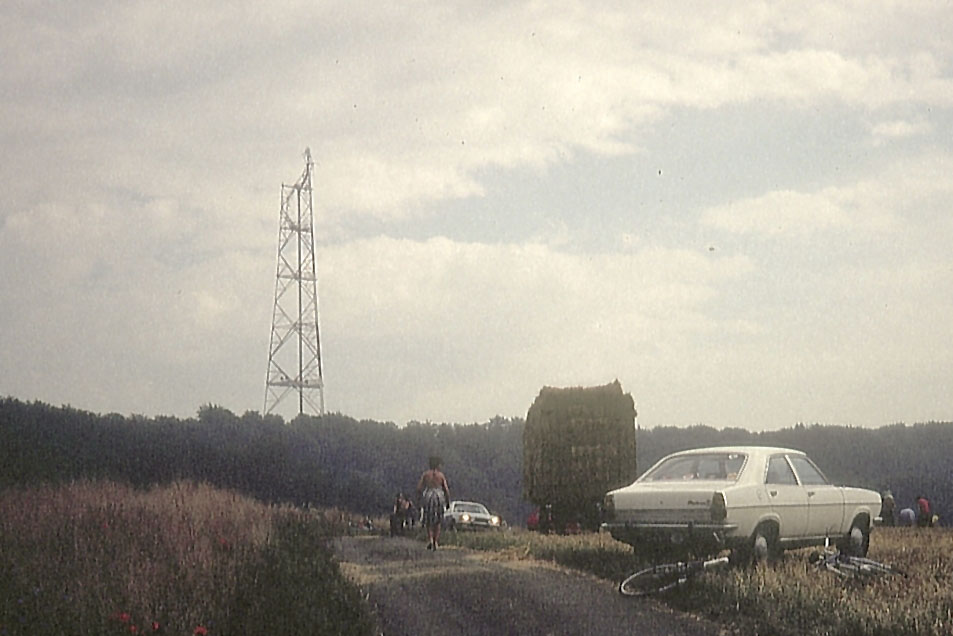
Photo de l'émetteur après l'accident

Le 31 juillet 1981, un avion militaire belge (Mirage IIIE) percute le pylône, tuant le pilote et deux techniciens dont la maison voisine fut écrasée sous les débris. L’émetteur est reconstruit en 1982.
Durant les travaux de reconstruction les signaux furent émis depuis le site de Luttange (Moselle/France) situé au sud-est de Dudelange, émetteur appartenant à TDF et utilisant le canal F6 819 lignes.
En 1983, après la reconstruction totale de l'émetteur, l'idée de découpler les programmes sur certaines plages horaires permettant de cibler l'audience débute le 12 septembre ; le canal 21 vers la Lorraine, le canal 27 vers la Belgique et le Grand Duché. Le canal VHF E-07 vers la Lorraine sera réorienté vers l'Allemagne. Un faisceau relie le Luxembourg à Bruxelles, notamment pour la diffusion du JTL produit depuis la Villa Empain, située avenue Franklin Roosevelt, à Bruxelles.
Après plusieurs mois d’essais, la chaîne de télévision germanophone RTL Plus est lancée le 2 janvier 1984 à 17 h 27 sur le canal VHF E-07 réaménagé au système PAL norme B/G (image à modulation négative, son FM), afin que la nouvelle chaîne puisse être captée par tous les téléviseurs allemands.
En 1987, le découplage du canal 21 et du canal 27 est abandonné et laisse la place à deux chaînes distinctes : RTL-TVI pour la Belgique et RTL Télévision pour la Lorraine.

### Les années 1990
En 1991, RTL-TVI change de canal, passant du UHF 27 (système PAL G avec image à modulation négative et son FM ; puissance d'émission 1000kW /100 kW image/son) au UHF PAL 24 (puissance d'émission 200/20 kW image/son). Le canal 27 fut réattribué à RTL Télé Lëtzebuerg, jusqu'à son basculement en numérique le 1er septembre 2006.

### Les années 2000
En avril 2004, les émissions analogiques sur le canal VHF E-07 ont été interrompues pour moderniser l’émetteur et mettre en place un bouquet expérimental de télévision numérique terrestre (puissance d'émission 20 kW) diffusant 7 chaînes du 4 avril 2006 au 31 août 2006. Le canal 24 a également interrompu sa diffusion analogique le 4 avril 2006 et diffuse depuis un bouquet numérique de sept chaînes (RTL-TVI, Club RTL, Plug RTL, RTL 4, RTL 5, RTL 7 et RTL 8). Le canal 27 a subi la même évolution le 1er septembre 2006 et diffuse depuis un bouquet numérique de deux chaînes (RTL Télé Lëtzebuerg et Den 2.RTL).
Courant mars 2009, RTL a été lancé en diffusion numérique sur le canal E-07, arrêté en juin 2009 puis de retour au 15 juillet 2009 avec une radio privée luxembourgeoise Eldoradio.

### Les années 2010
Le 14 juin 2010, démarrage des émissions de RTL Télé Lëtzebuerg en haute définition sur le canal 27.
Le canal 21 analogique diffusait RTL9 au Luxembourg et en Lorraine. Cependant, Jean-Luc Bertrand, le responsable des activités pour RTL9 Est en Lorraine avait indiqué auparavant dans un entretien, que la chaîne débuterait le numérique en été 2010. Mais, le 3 mars 2010, AB a annoncé la fermeture de RTL9 à Metz pour le 30 juin 2010, d'où étaient produites les émissions à destination de la Lorraine. Seul subsisterait le réseau national.
Dans la nuit du 31 décembre 2010 au 1er janvier 2011, à 00h20, aussitôt le générique de l'émission spéciale Réveillon Jamel fait son Cirque d'hiver (avec Jamel Debbouze) terminé, débute la diffusion d'un message en boucle annonçant de nouveaux programmes en numérique sur le canal 21,.
Le 28 février 2011, la chaîne Air est diffusée sur le 2e canal historique de RTL Télévision (le 1er canal historique étant le E7)
Le 15 mai 2014, de 08h00 à 17h00, la transmission DVB-T sur le canal 7 fût temporairement interrompue pour effectuer une expérimentation de diffusion radio numérique DAB+ sur le canal 7C avec une puissance rayonnée d'environ 6,5 kW. Diffusion effectuée au moyen d'une solution de transmission radio logicielle (SDR) Open source (ODR mmbTools) et d'une platine USRP1 d'Ettus Research.
Le 17 décembre 2014, la chaîne Air, l'autre télé qui diffuse sur le canal UHF 21 dépose le bilan. Le 18 décembre, elle annonce à l'antenne via une image fixe : « Après 4 années de diffusion, nous sommes au regret de vous annoncer la fin des programmes de votre chaîne AIR, L'Autre Télé. Nous remercions nos téléspectateurs pour leur fidélité ».
Le 1er juin 2015, la chaîne satellite et câble M6 Boutique & Co est diffusée sur le canal UHF 21 jusqu'au 1er mai 2016. Il serait question de stopper le canal E7 et de transférer le multiplex vers le canal 21 sur l'antenne nord. Le canal 21 deviendrait alors un émetteur « juridique » au même titre que le multiplex du canal 24 en attendant un éventuel nouveau programme[réf. nécessaire].
Depuis le 1er juin 2016, le canal E7 numérique SD est arrêté, le multiplex (RTL8 et RTL radio France) qui y était diffusé a été rebasculé, à la même date, sur le canal 21 nord.

### Les années 2020
Le 29 février 2024, toutes les chaînes du groupe RTL Belgium (RTL TVI, Club-RTL, plug-TV) cessent d'être diffusées sur la TNT luxembourgeoise et donc sur l'émetteur de Dudelange. En effet, RTL Belgium ayant quitté le Luxembourg pour s’établir exclusivement en Belgique, RTL Belgium n’a plus l’autorisation luxembourgeoise nécessaire pour diffuser ses chaînes via la TNT sur le territoire luxembourgeois.

## Gestionnaire
L'émetteur de Dudelange est géré et entretenu par BCE (Broadcasting Center Europe), filiale de RTL Group.

## Canaux de diffusion

### Télévision
| 1 émetteur VHF de 100 kW PAR : Canal E-07 analogique : - 23/01/1955 – 1982 : Télé-Luxembourg - 1982 – 01/01/1984 : RTL Télévision Canal E-07 analogique PAL B : - 02/01/1984 – 30/04/2004 : RTL Plus | 1 émetteur VHF de 25 kW PAR : Canal E-07 numérique SD : - 01/06 - 31/08/2006 : RTL Télé Lëtzebuerg - 01/06/2006 - 03/2012: M6 - 20/08/2007 - 31/04/2016 : RTL-8 - 01/04/2011 - ? : Luxe TV (uniquement Lorraine) Canal E-07 numérique HD : - 01/09/2006 - ? : RTL Télé Lëtzebuerg (en test) Canal E-07 numérique Radio : - RTL - Eldoradio |

| 3 émetteurs UHF de 200 à 1000 kW PAR : Canal 21 analogique SECAM L : - 1972 – 1982 : Télé-Luxembourg - 1982 - 1991 : RTL Télévision - 1991 - 23/01/1995 : RTL TV - 23/01/1995 - 31/12/2010 : RTL9 - 01/01/2011 - 10/01/2011 : information BCE Canal 27 analogique PAL G : - 1978 – 1982 : Télé-Luxembourg - 1983 – 1991 : RTL Télévision - 1991 – 31/08/2006 : RTL Télé Lëtzebuerg Canal 24 analogique PAL G : - 1988 – 23/01/1995 : RTL-TVI - 23/01/1995 – 25/08/2001 : Club RTL - 25/08/2001 – 03/04/2006 : RTL-TVI | 3 émetteurs UHF de 40 à 200 kW PAR : Canal 21 (474 MHz) en numérique SD, standard DVB-T (PAR : 100 kW) : - 18/01/2011 - 27/02/2011 : mire test BCE - 28/02/2011 - 18/12/2014 : Air - 01/06/2015 - 31/04/2016 : M6 Boutique & Co - 01/05/2016 : RTL-8 Canal 21 (474 MHz) en numérique Radio : - 01/05/2016 : RTL Canal 27 (522 MHz) en numérique SD, standard DVB-T (PAR : 180 kW) : - 01/09/2006 : RTL Télé Lëtzebuerg - 01/09/2006 : Den 2. RTL Canal 27 (522 MHz) en numérique HD, standard DVB-T (PAR : 180 kW) : - 14/06/2010 : RTL Télé Lëtzebuerg HD - ? : Den 2. RTL HD Canal 24 (498 MHz) en numérique SD, standard DVB-T (PAR : 40 kW) : - 04/04/2006 - 29/02/2024: RTL-TVI - 04/04/2006 - 29/02/2024: RTL Club (anciennement Club RTL) - 04/04/2006 - 29/02/2024 : RTL Plug (anciennement Plug RTL et auparavant, Plug TV) - 04/04/2006 : RTL 4 - 04/04/2006 : RTL 5 - 04/04/2006 : RTL 7 |

### Radio
3 émetteurs FM de 100 kW PAR :

- 1987 : 93,3 MHz RTL Radio (en allemand)
- 1993 : 100,7 MHz radio 100,7
- 1997 : 88,9 MHz RTL Radio Lëtzebuerg